# Jineth Bedoya Lima
Jineth Bedoya Lima (nascuda el 1974) és una periodista i activista colombiana contra la violència de gènere. És iniciadora de la campanya "No es hora de callar", que denuncia la violència sexual i reclama a les supervivents que alcin la veu contra la violència masclista. Ella mateixa l'any 2000 va ser víctima de segrest, tortura i violació sexual per part de paramilitars quan realitzava un reportatge en una presó als afores de Bogotà. La data en la qual ella va ser segrestada i agredida sexualment, el 25 de maig, va ser declarada a l'agost de 2014 amb un decret presidencial Dia Nacional per la Dignitat de les Dones Víctimes de Violència sexual en el Context del Conflicte Armat Intern. En l'actualitat és sotsdirectora del diari El Tiempo.